# 월드 일렉트로닉 스포츠 게임스

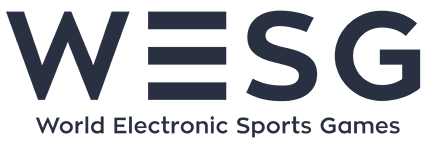
WESG 로고

월드 일렉트로닉 스포츠 게임스(World Electronic Sports Games, WESG)는 상하이시에 위치한 국제 E스포츠 선수권 대회 토너먼트이며 알리바바 그룹 소유이다. 최초 에디션의 총 상금 풀은 5,500,000 미국 달러 이상이며 파이널은 2016년 12월로 예정되었다.
월드 일렉트로닉 스포츠 게임스는 자체적으로 올림픽 경기에 기반을 두며 이 결과로 모든 팀이 같은 국적의 선수들로 이루어져 국가적인 자부심을 강조해야 한다는 점에서 독특하다. 이 행사는 또한 남성과 여성을 위한 별도의 토너먼트가 있다. 토너먼트는 일반적으로 싱글 엘리미네이션 규칙을 따른다. 올림픽 영향은 프로모션 아트에서도 볼 수 있다.

## 게임
다음의 게임이 장식되었다.
2017년 WESG는 CS:GO와 하트스톤을, 여성 토너먼트를 포함하는 데까지로 확장하였다.
- 카운터 스트라이크
- 도타 2
- 하스스톤
- 스타크래프트 II: 자유의 날개